# حزب الشعب (دمشق)
حزب الشعب هو أول حزب سياسي ظهر في سورية بعد خمس سنوات من فرض الإنتداب الفرنسي سنة 1920. أسسه الدكتور عبد الرحمن الشهبندر ولكن فترة نشاطه كانت قصيرة للغاية بسبب تأيد زعمائه للثورة السورية الكبرى التي انطلقت عام 1925.  أدى هذا الموقف إلى حظر الحزب وإعلاق مكاتبه كافة بعد مصادرة كلّ أوراقه الرسمية من قبل المخابرات الفرنسية، ومن ثم إلى نفي الشهبندر خارج البلاد. وقد ظهر حزب ثاني يحمل نفس الاسم في مدينة حلب سنة 1947، برئاسة ناظم القدسي ورشدي الكيخيا، ولكن لا علاقة له بحزب الشعب الدمشقي الذي إنتهى دوره في منتصف صيف عام 1925.

## التأسيس
بعد أشهر من التحضير افتتحت أعمال الحزب رسمياً في أوبيرا العباسية بدمشق يوم 5 حزيران 1925 بحضور مئتي شخصية سورية، يترأسهم الرئيس المؤسس عبد الرحمن الشهبندر، وزير خارجية سورية الأسبق. إنتخب فارس الخوري نائباً لرئيس الحزب مع  لجنة إدارية مؤلفة من اثني عشر عضواً ضمّت المحامي فوزي الغزي والسياسيين جميل مردم بك وفخري البارودي وحسن الحكيم ولطفي الحفار وإحسان الشريف، الذي أصبح  أميناً للسر. نادى الحزب بوحدة الأراضي السورية واستقلالها التام وغير المشروط عن الإنتداب الفرنسي، وطالب بانضمام سورية إلى عصبة الأمم ووضع دستور للبلاد وإنتخاب مجلس نواب يُمثل طموحات الشعب السوري. وخلال أسابيع قليلة، تم افتتاح فروع للحزب في كل من حمص وحماة وحلب واللاذقية.

## النشاط
أشهر أعمال الحزب كانت في المرحلة التي سبقت التأسيس الرسمي، يوم أضربت مدينة دمشق بإيعاز احتجاجاً على زيارة اللورد جيمس بلفور إلى سورية يوم 8 نيسان 1925. وقد نظّم زعماء الحزب مظاهرات حاشدة ضد الزائر البريطاني وهددوا يقتله لو مكث ليلة واحدة في دمشق. وبعدها بأسابيع، نظموا مظاهرات جديدة ضد الانتداب الفرنسي، امتدت من مكتب عنبر حتى الجامع الأموي. وعند إندلاع الثورة السورية الكبرى انضم عبد الرحمن الشهبندر إلى صفوفها فردت فرنسا بإلغاء ترخيص الحزب وإغلاق مكاتبه كافة قبل الحكم على الشهبندر بالإعدام. وقد تفرق أعضاء الحزب ليجتمعوا مجدداً في الكتلة الوطنية سنة 1927، ولكن من دون الشهبندر الذي إنتقل إلى مصر وظلّ مقيماً في القاهرة طوال عشر سنوات.